# Гай Манилий
Гай Мани́лий (возможно, носил когномен «Крисп»; лат. Gaius Manilius (Crispus); умер после 65 года до н. э.) — римский политический деятель из плебейского рода Манилиев, народный трибун 66 года до н. э.

## Биография
В декабре 67 года до н. э. предложил и провёл закон, который позволял вольноотпущенникам голосовать в трибах тех граждан, которые их отпустили на волю, хотя ранее они голосовали только в четырёх городских трибах. Впрочем, очень скоро закон был аннулирован сенатом. По-видимому, сенат основывался на нарушении формальных правил принятия законов.
В начале 66 года до н. э. Манилий предложил законопроект, по которому специально для Гнея Помпея Великого создавалась чрезвычайная должность с особыми полномочиями с целью скорейшего завершения 3-й Митридатовой войны. Согласно законопроекту, Помпей получал командование над войсками Луция Лициния Лукулла Понтийского и над отправленными на Восток подкреплениями, а также принимал власть наместника в двух провинциях — Вифиния и Понт, а также Киликия. Гней также получал право самостоятельно объявлять войну и заключать мир. Предложение Манилия было воспринято очень неоднозначно. Квинт Лутаций Катул Капитолин выступил с горячей речью на форуме против закона, но немало сенаторов поддержали предложение. В конце концов, закон был принят народным собранием.
В конце декабря 66 года до н. э., после окончания трибунских полномочий, Манилия привлекли к суду по обвинению в хищениях во время пребывания в должности (лат. res repetundae). Дело должен был рассматривать претор Марк Туллий Цицерон. Цицерон, который слагал полномочия через несколько дней (преторы слагали полномочия 31 декабря), отвёл на рассмотрение дела Манилия всего один день и взялся защищать его. По-видимому, ради защиты Манилия Цицерон отказался от председательства в суде. Манилий был оправдан; по другой версии, заседание было сорвано. В следующем году Манилия привлекли к суду по обвинению в оскорблении величия римского народа (лат. crimen de maiestas). Это дело рассматривал другой претор, Аттий Цельс, и Гай был осуждён. О его дальнейшей судьбе ничего неизвестно.